# Machima paranensis
Machima paranensis är en insektsart som beskrevs av Rehn, J.A.G. 1950. Machima paranensis ingår i släktet Machima och familjen vårtbitare. Inga underarter finns listade i Catalogue of Life.